# Lerista timida
Lerista timida — вид сцинкоподібних ящірок родини сцинкових (Scincidae). Ендемік Австралії.

## Поширення й екологія
Lerista timida широко поширені від західного узбережжя і південно-східних районів Західної Австралії через Південну Австралію і південь Північної Території до посушливих внутрішніх районів Квінсленду, Нового Південного Уельсу й Вікторії. Вони живуть у різноманітних природних середовищах, від сухих склерофітних лісів і рідколісь, невисоких чагарникових заростей і маллі до заплав річок, під камінням, поваленими деревами та опалим листям.